# Churchill Babington
Churchill Babington (11 de marzo de 1821 - 12 de enero de 1889) fue un escolástico, arqueólogo, micólogo y botánico inglés, nacido en Rothley Temple, Leicestershire.

## Biografía
Churchill Babington fue primeramente educado por su padre, Matthew Drake Babington, y luego formalmente por el orientalista y arqueólogo Charles Wycliffe Goodwin. En 1939 entró al St John's College de Cambridge, de donde se graduó en 1843 como séptimo en la primera clase de Classical Tripos y senior optime. En 1845 obtiene el "Premio Hulsean" por su ensayo The Influence of Christianity in promoting the Abolition of Slavery in Europe. En 1846 es elegido para una beca religiosa, y obtiene el grado de M.A. en 1846 y de D.D. en 1879. De 1848 a 1861 es vicario de Horningsea, cerca de Cambridge, y de 1866 hasta su deceso se desempeñó como vicario de Cockfield, en Suffolk. De 1865 a 1880 fue titular del Profesorado Disney de Arqueología, en Cambridge. En sus clases, se ilustraba con sus propias colecciones de monedas y de vasos, admirando los objetos de arte de cerámica griega, cerámica romana y la numismática.
Babington escribió sobre una variedad de objetos. Su temprana familiaridad con la vida del país le produjo fuerte pasión por la historia natural, especialmente botánica y ornitología; siendo también una autoridad en conquiliología. Fue autor de parte de los apéndices de botánica y de ornitología en History and Antiquities of Charnwood Forest, de Potter (1842), y Character of the Clergy, de Macaulay (1849), una defensa de los clérigos del siglo XVII que recibió la aprobación de Gladstone. También bregó por la editio princeps de los dichos de Hipérides vs. Demóstenes (1850), On Behalf of Lycophron and Euxenippus (1868), y su Funeral Oration (1858). Esa edición de los dichos provenían de papiros descubiertos en Tebas de 1847 a 1856, otorgándole a Babington la fama como un escolástico de la Antigua Grecia.
En 1855 publicó una edición de Benefizio della Morte di Cristo, formidable texto del periodo de la Reforma, atribuido a Aonio Paleario, y que había sido destruido por la Inquisición. Su edición fue facsímil de la editio princeps publicada en Venecia en 1543, con una Introducción y versiones en francés y en inglés. También editó los dos primeros volúmenes de Polychronicon (1858), de Ranulf Higdon; Represser of Overmuch Blaming of the Clergy (1860), del obispo Reginald Pecock; Introductory Lecture on Archaeology (1865); Roman Antiquities found at Rougham (1872); Catalogue of Birds of Suffolk (1884-1886); Flora of Suffolk (con W.M. Hind, 1889), entre otros. Además, catalogó los clásicos manuscritos de la Biblioteca de la Universidad, y las monedas griegas e inglesas del Fitzwilliam Museum.

## Abreviatura en botánica
- La abreviatura «C.Bab.» se emplea para indicar a Churchill Babington como autoridad en la descripción y clasificación científica de los vegetales.[2]